# Kon-Tiki Museet
Kon-Tiki Museet, Thor Heyerdahls forskningsstiftelse i Bygdøy uden for Oslo i Norge – blev oprettet i 1950 som en privat museumsinstitution.
Museet blev oprindelig bygget for at huse Kon-Tiki-flåden, en flåde af balsatræ konstrueret efter en pre-columbiansk forsøgsmodel, som Heyerdahl anvendte under Kon-Tiki ekspeditionen i 1947, hvor han med sin flåde sejlede og drev med strømmen fra Peru i Sydamerika til Stillehavsøerne i Polynesien.
Museet indeholder originalfartøjer samt andre originale genstande og objekter fra Thor Heyerdahls verdensomspændende aktiviteter og ekspeditioner.
Museet har udstillinger om: Fatu Hiva, Kon-Tiki, Påskeøen, Ra, Tigris samt en række skiftende udstillinger.